# Omsider
Omsider, magasinet om magasiner, er et fagligt orienteret kundemagasin som henvender sig til magasin- og bladudgivere, kommunikationsfolk, redaktioner, journalister og fagfolk, grafiske, fotografiske etc., med interesse for bladudvikling og -produktion. Det blev udgivet første gang 2006.
Formålet med magasinet er at tage magasinkulturen op til behandling ud fra de forskellige professionelle perspektiver i forbindelse med udvikling af indhold af magasiner, aviser og andre papirudgivelser. 
Magasinet udkommer tre gange om året, 2008, og distribueres ud til alle med interesse i blad- og magasinudgivelse og produceres af Stibo Zone under mediekoncernen Stibo A/S.

## Ekstern henvisning
- Omsider Arkiveret 6. november 2018 hos  Wayback Machine – Officiel website